# Rameshbabu Praggnanandhaa
Dans ce nom indien, Rameshbabu est le nom du père et Praggnanandhaa est le nom personnel.
Rameshbabu Praggnanandhaa (ou R. Praggnanandhaa) est un joueur d'échecs indien né le 10 août 2005 à Chennai et grand maître international à treize ans en 2018.

## Biographie et carrière

### Tournois classiques
Sa grande sœur, Rameshbabu Vaishali, née en 2001, est championne du monde des moins de 12 ans et des moins de 14 ans.
Praggnanandhaa gagne le championnat du monde d'échecs de la jeunesse des moins de 8 ans en 2013 et des moins de 10 ans en 2015.
En 2016, Praggnanandhaa devient le  maître international le plus précoce de l'histoire à l'âge de 10 ans, 10 mois et 19 jours,, record battu depuis par Abhimanyu Mishra en 2019.
Le 24 juin 2018, il devient à  12 ans, 10 mois et 14 jours le deuxième plus jeune grand maître international de l'histoire des échecs derrière Sergueï Kariakine (12 ans et 7 mois).
En 2019, il remporte le championnat du monde des moins de 18 ans, l'Open Xtracon et l'open du tournoi Chess Classic de Londres.
En mars 2022, il remporte l'open de Reykjavik, puis en juillet 2022, l'open de Paraćin en Serbie avec 8 points marqués en 9 parties.
En janvier 2025, il remporte le Tournoi de Wijk aan Zee au départage face au champion du monde Dommaraju Gukesh. Il remporte aussi le tournoi de Bucarest, deuxième manche du Grand Chess Tour. En juin il l'emporte lors du tournoi de Tashkent, au départage face à Nodirbek Abdusattorov et Javokhir Sindarov.

### Coupes du monde
En juillet 2021, Praggnanandhaa est éliminé en seizième de finale de la Coupe du monde d'échecs par le numéro deux français, Maxime Vachier-Lagrave.
En août 2023, pour ses dix-huit ans, il finit deuxième de la Coupe du monde d'échecs 2023 derrière Magnus Carlsen.
| Année | Lieu   | Résultat       | Ultime adversaire      | Adversaires battus                                                                            |
| ----- | ------ | -------------- | ---------------------- | --------------------------------------------------------------------------------------------- |
| 2021  | Sotchi | quatrième tour | Maxime Vachier-Lagrave | Paulo Bersamina, Gabriel Sargissian Michał Krasenkow                                          |
| 2023  | Bakou  | finaliste      | Magnus Carlsen         | Maxime Lagarde, David Navara, Hikaru Nakamura, Ferenc Berkes, Erigaisi Arjun, Fabiano Caruana |

### Compétitions par équipes
Praggnanandhaa représente l'Inde aux Olympiades depuis 2020 (compétition en ligne). En 2022 il est membre de la deuxième équipe d'Inde qui obtient la médaille de bronze en devançant l'équipe première.
Il remporte l'Olympiade d'échecs de 2024, cette fois au second échiquier de l'équipe première.

### Tournois rapides en ligne
En avril 2021, Praggnanandhaa remporte le Polgar Challenge, tournoi rapide en ligne de 10 joueurs et 10 joueuses, remporté avec 15,5 points sur 19.
L'année suivante, il participe au Champions Chess Tour 2022. En février 2022, lors du tournoi en ligne d'échecs rapide Airthings Masters, il bat avec les noirs, le numéro un mondial Magnus Carlsen. Âgé de seize ans, il est le plus jeune joueur à battre le quintuple champion du monde norvégien en cadence rapide depuis 2013,. Il bat à nouveau Carlsen lors du tournoi rapide en ligne Chessable Masters en mai 2022 et trois fois lors de la FTX Crypto Cup 2022 (tournoi rapide en ligne). Il finit deuxième du classement de ces deux tournois, troisième de l'Oslo Esports Cup, ex æquo avec Magnus Carlsen, et troisième du classement général du Champions Chess Tour 2022.